# Голіцин Дмитро Петрович
Князь Дмитро Петрович Голіцин (псевдонім — Муравлін; 6 грудня 1860, Франкфурт-на-Майні  — 16 (3) грудня 1928, Вишеград) — російський державний діяч, письменник, громадський діяч.

## Біографія
Син відставного поручика князя Петра Петровича Голіцина (1827—1902) від шлюбу його з Юлією Олександрівною Чортковою. У 1881 році закінчив Імператорський Олександрівський ліцей. По відбуттю військової повинності в лейб-гвардії Павлівського полку вступив на службу в державну канцелярію.
У 90-ті-помічник статс-секретаря Державної Ради, з 1902 член ради міністра народної освіти.
Із 1906 року товариш головноуправляючого, а з 1 січня 1910 року головноуправляючий Власної Його Імператорської Величності канцелярії по установах Імператриці Марії .
Письменник, романіст (літературний псевдонім Муравлін і Дмитро Чертков).
Член Ради Товариства ревнителів російського історичного просвітництва в пам'ять імператора Олександра III, член-директор Літературно-художнього товариства. У січні 1901 року був обраний головою Ради Російських зборів; цю посаду обіймав до березня 1906. Перший почесний член Російських зборів. Почесний голова 1-го Всеросійського з'їзду руських людей у Санкт-Петербурзі 8-12 лютого 1906 року.
У квітні 1912 року був призначений членом Державної Ради, в якій входив до правої групи.
У 1920 році втік із Радянської Росії, жив в Угорщині, де в 1921 році був представником Вищої монархічної ради, а з 1922 року представником великого князя Кирила Володимировича. Співпрацював у журналі «Двуглавый орёл».
Помер у 1928 році.

## Сім'я
Був одружений з Ольгою Семенівною Харитоновою. Син: Петро Дмитрович Голіцин (нар. 29 червня 1888).

## Твори
- Вірші в «Живописном обозрении», 1879—1884, під псевд. Дмитрія Черткова,
- Не убий, СПБ, 1880;
- Убогие и нарядные, СПБ, 1884:
- В толпе [Архівовано 21 травня 2022 у Wayback Machine.], СПБ, 1894;
- Баба, СПБ, 1885;
- Будни [Архівовано 21 травня 2022 у Wayback Machine.], СПБ, 1895;
- Тенор, СПБ, 1885;
- Мрак, СПБ; 1886;
- Хворь, СПБ, 1886;
- Около любви, СПБ, 1887.
- Князья, Роман и др. рассказы, СПБ, 1888;
- Рубли, СПБ, 1889;
- Суд идет… 1891;
- Режаниновы, «Живописное обозрение», 1897, X, XI;
- На севере, «Живописное обозрение», 1898, X;
- У синя моря, СПБ, 1898;
- Вавилоняне, СПБ, 1901;
- Сон услады, СПБ, 1902;
- От смутных дней, СПБ, 1902;
- На безлюдьи, СПБ, 1902 (изд. 2-е, СПБ, 1910);
- На Руси, СПБ, 1903;
- Кащей [Архівовано 21 травня 2022 у Wayback Machine.], СПБ, 1903;
- Святыня, СПБ, 1905;
- Святыни, СПБ, 1912, и др.